# 西犀川村
西犀川村（にしさいがわむら）は、福岡県京都郡にあった村。現在の京都郡みやこ町の一部にあたる。

## 地理
今川の中流左岸に位置していた。

## 歴史

### 沿革
- 1889年（明治22年）4月1日 - 仲津郡大坂村、谷口村、大村、木山村、花熊村、柳瀬村、崎山村が合併して村制施行し、西犀川村が設立[1][2]。
- 1896年（明治29年）4月1日 - 郡の統合により京都郡に所属[1][3]。
- 1904年（明治37年）1月1日 – 京都郡南犀川村、東犀川村と合併し犀川村を新設して廃止された[1][2]。

### 地名の由来
今川はかつて犀川と称され、中流域は犀川谷と呼ばれ、この地がその西部であったため。